# Крижаний черв'як (проєкт)
77°11′ пн. ш. 61°08′ зх. д. / 77.183° пн. ш. 61.133° зх. д.
Проєкт «Крижаний черв'як» (англ. Project Iceworm) — кодова назва секретного американського проєкту часів Холодної війни по розміщенню мережі ракетних установок МБР під крижаним щитом Гренландії. Запущений у 1958 році, закритий у 1966 році.

## Історія

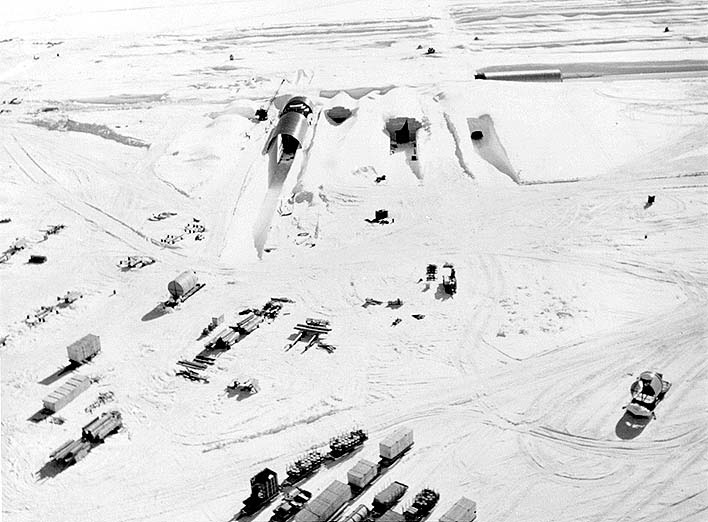
Портативна атомна електростанція.

В крижаному щиті острова планувалося побудувати систему тунелів довжиною близько 4000 кілометрів і розмістити в ній близько 600 ядерних ракет, які в разі війни могли б досягти території колишнього СРСР. Для цього на північному заході Гренландії був закладений майданчик Camp Century на льодовику висотою 2000 м.
В процесі робіт, які стартували в 1958 році, був прокладений 21 тунель загальною протяжністю 3000 м, а також деякі соціальні об'єкти. Загальна кількість співробітників, задіяних в будівництві і тих, які проживали в льодовику, склала близько 200 осіб. Однак в ході експлуатації було встановлено, що переміщення льодовиків носить більш інтенсивний характер, ніж очікувалося, тому всім військовим об'єктам загрожувало неминуче руйнування.
У підсумку, через динаміку льоду та складні кліматичні умови (температура -57°C, вітри до 193 км/год) проєкт «Крижаний черв'як» визнали нежиттєздатним і в 1966 році він був закритий. В 1967 році військова база Camp Century була виведена з експлуатації та законсервована, а її інфраструктура та відходи, включаючи радіоактивні, хімічні та біологічні речовини, залишилися в льодовику.

## Сучасний стан
У 2016 році, канадські вчені, з'ясували, що глобальне потепління і інтенсивне танення льодовиків призведуть до того, що отруйні відходи з-під товстого шару льоду і снігу вийдуть на поверхню землі і потраплять в океан. Танення льодовика, в надрах якого розташована військова база, почнеться приблизно в 2090 році.
У квітні 2024 року, під час дослідження льодовикового щита Гренландії з борту літака Gulfstream III, вчені NASA  застосували новітні радари UAVSAR для картографування льоду та на отриманих зображеннях побачили чіткі контури підземних споруд на глибині 30 м. Новітні технології NASA дозволили отримати безпрецедентно чіткі зображення структури бази Camp Century. Проте нове дослідження має і тривожну сторону, про яку вже повідомляли канадські вчені. Зокрема, через танення льодовикового щита Гренландії підвищується ризик того, що захоронені радіоактивні та біологічні матеріали все-таки можуть вивільнитися у навколишнє середовище.